# Csiha Kálmán
Csiha Kálmán (Érsemjén, 1929. szeptember 17. – Marosvásárhely, 2007. november 7.) református lelkész, az Erdélyi református egyházkerület püspöke 1990-től 2000-ig, költő, memoáríró.

## Életútja
Iskoláit Érmihályfalván kezdte, Sárospatakon, Debrecenben, újra Érmihályfalván, Zilahon, Nagyváradon végezte. Református teológiát a kolozsvári Protestáns Teológiai Intézetben tanult. Aradon kapott segédlelkészi állást, majd az általa szervezett Arad-Gáj-i egyházközség lelkipásztoraként működött. 1956-ban feleségül vette Nagy Emese segédlelkészt.
1957-ben koncepciós per áldozata lett, 10 évi börtönbüntetésre ítélték, ebből hat és fél évig tartották fogva Románia különböző börtöneiben (Kolozsvár, Marosvásárhely, Szamosújvár, Jilava), munkatáboraiban (Periprava, Luciu-Giurgeni, Salcea, Galac). 1964-ben szabadult amnesztiával. Megpróbáltatásait, szenvedéseit rögzítette emlékirataiban, amelyek – jeles igehirdetéseivel együtt – csak a rendszerváltás után jelenhettek meg nyomtatásban. Emlékiratai értékes kordokumentumok, helytörténeti források.
Börtönévei után Gógánváralján, Marosvásárhelyen teljesített református lelkészi szolgálatot húsz éven keresztül. A rendszerváltáshoz közeledve öt önálló gyülekezetet szervezett. Az Erdélyi Református Egyházkerület püspökévé választották 1990. május 4-én. Hetvenéves korában kérte nyugdíjazását, újraválasztását visszautasította, tiszteletbeli püspöki címet adományoztak számára. Nyugdíjas korában mint tiszteletbeli püspök járta az egész Kárpát-medencét, sőt távolabbi településeket is, s próbált lelket önteni a szétszórt magyarságba.
2003-ban a Marosvásárhely díszpolgára címmel tünették ki.

## Főbb művei

Sírja a marosvásárhelyi református temetőben

- Út a pusztaságban : prédikációk Mózes könyvéből. Kolozsvár : Erdélyi Református Egyházkerület, 1991. 191 p.
- Az igehirdetés dialektikája. (Egzisztenciális igehirdetés); Kolozsvári Református Egyházkerület, Kolozsvár, 1991 (Szemle füzetek)
- Fény a rácsokon. Börtönévek vallomása; utószó Czine Mihály; Erdélyi Református Egyházkerület, Kolozsvár, 1993. 148 p. ISBN 963-300-507-8
- Jeruzsálem kőfalai alatt : tanulmányok és prédikációk. Kolozsvár : Erdélyi Református Egyházkerület Igazgatótanácsa, 1993. 119 p. (Szemle füzetek 9.)
- Isten asztaláról. Prédikációk; Erdélyi Református Egyházkerület, Kolozsvár, 1993
- Csiha Kálmán–Csiha Kálmánné: Holtomiglan holtáiglan. Házassági útravaló; Erdélyi Református Egyházkerület, Cluj-Napoca, 1994 (Református élő könyvek)
- Ábrahám örökösei. Prédikációk; Erdélyi Református Egyházkerület, Kolozsvár, 1995
- Ábrahám öröksége. Hárántól Hebronig. Igehirdetések; Kálvin, Bp., 1995
- Light through the bars / Kálmán Csiha ; transl. David P. Szekeres ; poems transl. by Stephen Szabó. Richmond Heights, O. : The Light Publications Project, [1996]. 165 p. : ill. (Visszaemlékezés, versek Czine Mihály utószavával)
- Az igehirdetés dialektikája. (Egzisztenciális igehirdetés); 2. jav. kiad.; Kolozsvári Református Egyházkerület Igazgatótanácsa, Kolozsvár, 1997 (Szemle füzetek)
- Isten ösvényein. A Heidelbergi káté gyakorlati magyarázata; Erdélyi Református Egyházkerület, Kolozsvár, 2000
- A börtöntől a püspökségig. Egy diktatúra virágzása és halála; s.n., Kolozsvár, 2004
- Harangszó az elsüllyedt világból. A gyermekkor üzenete; Református Egyház Misztótfalusi Kis Miklós Nyomda, Kolozsvár, 2006. 142 p. (Önéletrajzi visszaemlékezések)
- Honvesztés vagy honfoglalás? 2007 őszén elhangzott igehirdetés-sorozat; szerk. Vörös Éva; Budapest Fasori Református Egyházközség, Bp., 2008

## Emlékezete
Szülőhelyén, Érsemjénben 2009. november 21-én avattak szobrot tiszteletére. A portrészobor alkotója Hunyadi László marosvásárhelyi szobrászművész.